# Gråskimlig fladdermus
Gråskimlig fladdermus (Vespertilio murinus) är en medelstor fladdermus i familjen läderlappar (Vespertilionidae).

## Utseende och anatomi

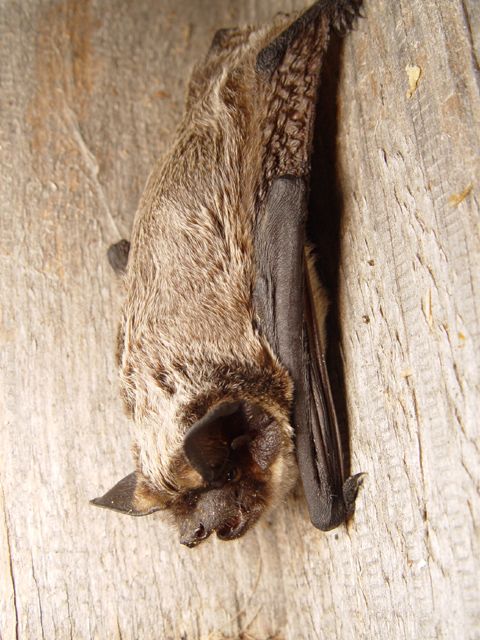

Kroppslängden (huvud och bål) ligger mellan 5,5 och 6,6 cm och vikten mellan 11 och 24 g. Pälsen är mörkbrun med ljusgrå spetsar. Buken är mycket ljust grå och ansiktet samt flyghuden svarta. Den har en vingbredd på 33-34 cm. Artens underarmar är 4,1 till 5,0 cm långa och svanslängden varierar mellan 3,7 och 4,4 cm.

## Vanor
Gråskimlig fladdermus börjar jaga strax efter solnedgången fram till gryningen. Har en regelbunden flykt på hög höjd. Dess karaktäristiska, högfrekventa parningsrop är hörbara för människan. Detta rop har energimaximum på ca 14,2 kHz men låter från ca 30 kHz ner till ca 10 kHz.[källa behövs]
Födan består av relativt små, flygande insekter som myggor, mindre flugor och bladlöss. Vinterdvalan är beroende av temperaturen.
I motsats till andra fladdermöss som förekommer i Europa har honor av arten två par spenar. Efter dräktigheten föder honan oftast i juni/juli tvillingar.
Under maj bildar honor egna kolonier med upp till 50 medlemmar och hannar lever ensam eller i kolonier med upp till 300 medlemmar. Viloplatsen kan vara byggnader och andra människoskapade gömställen som fladdermusholkar samt håligheter i träd eller bergssprickor. Cirka en eller två månader efter födelsen är ungarna självständiga och kolonin som dominerades av vuxna honor upplöser sig.
Lätet som används för ekolokaliseringen består av två avsnitt varav det första avsnittet har en varierande frekvens medan det andra avsnittet består av en kvasijämn frekvens, det vill säga frekvensen är inte riktigt konstant utan går snett nedåt.[källa behövs] Vid 22 till 27 kHz har lätet sin högsta energi.

## Utbredning och habitat
Gråskimlig fladdermus finns i Central- och Östeuropa samt Centralasien bort till Mongoliet och Kina. Förekommer fläckvis i Sverige upp till södra Norrland samt i sydligaste Finland, södra Norge och delar av Jylland i Danmark.
Arten finns framför allt i bebyggda kulturlandskap men också skog och bergigare områden. Som mest kan den gå upp till 3 400 meters höjd. Viss årstidsvariation; tenderar att föredra bebyggelse på höstarna.

## Status
Gråskimlig fladdermus är fridlyst i flera stater inom utbredningsområdet och lever dessutom i flera naturskyddsområden. IUCN ser inga större problem för beståndet och listar arten som livskraftig (LC).
I Sverige är alla fladdermusarter fridlysta.